# Орден Республики (Нигерия)
В Нигерии существуют два ордена за заслуги перед государством — Орден Республики и Орден Нигера, учреждённые после признания её независимости Великобританией в 1960 году.
Двумя высшими наградами — Великий Командор Ордена Республики и Великий Командор Ордена Нигера — награждаются президент и вице-президент государства. Другой наградой — Командор Ордена Нигера — награждаются по должности председатели Верховного Суда и Сената Нигерии. Следование за английской манерой исполнения во внешнем виде и структуре ордена очень характерно для наградной системы Нигерии.
Гражданские и военные чины награждаются орденом отдельно и имеют небольшие изменения в описании: большая орденская лента Великого Командора по краям украшена четырьмя узкими золотыми полосами, в отличие от большой орденской ленты для военнослужащих, украшенной в центре узкой полосой красного цвета.

## Степени
Орден Республики имеет четыре степени:
- Великий Командор Ордена Республики
- Командор Ордена Республики
- Офицер Ордена Республики
- Член Ордена Республики

## Кавалеры
- Адеола Одутола